# Prieche

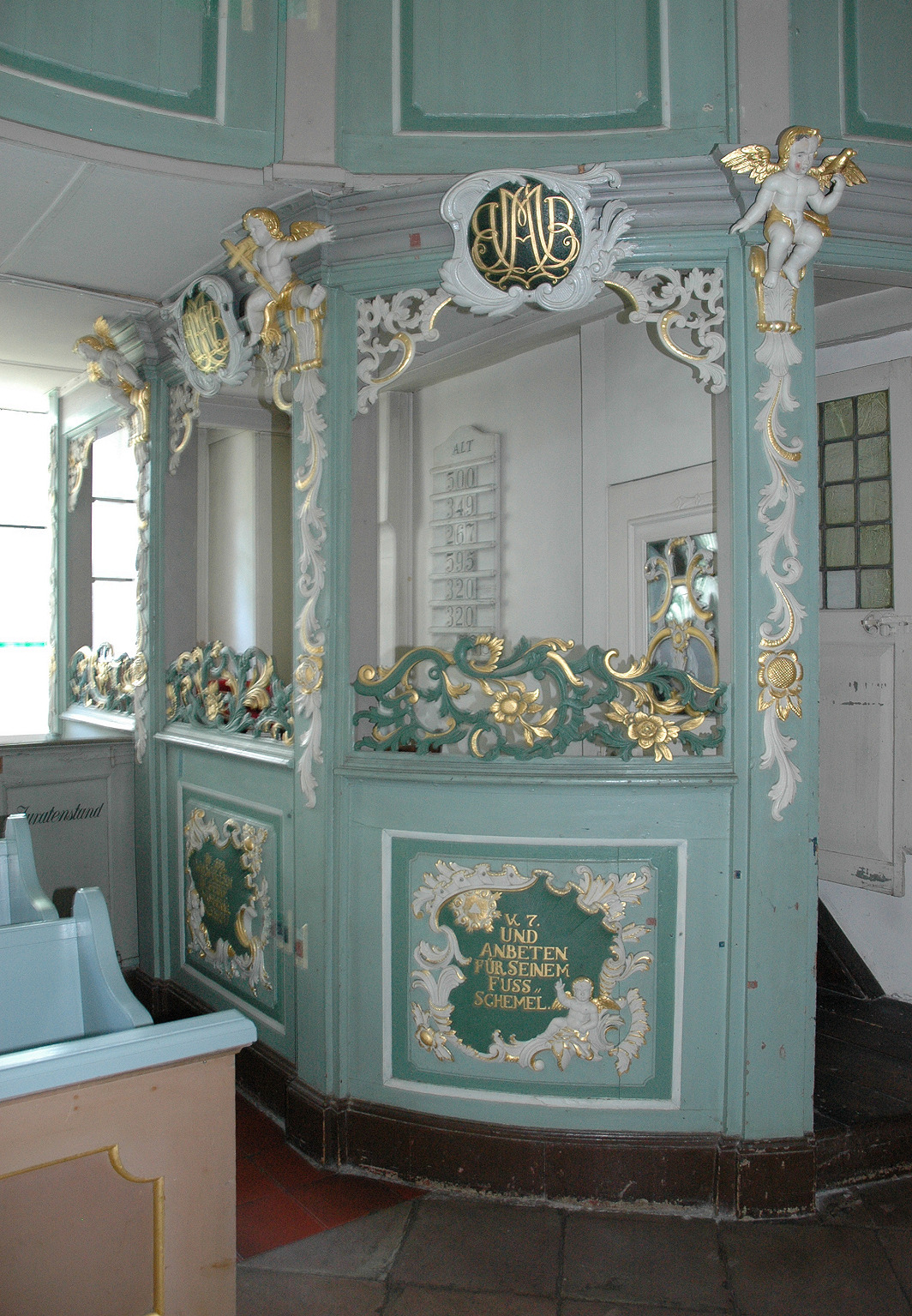
Müllersitzplatz, Kirche zu Scheeßel, „Amtsstuhl“

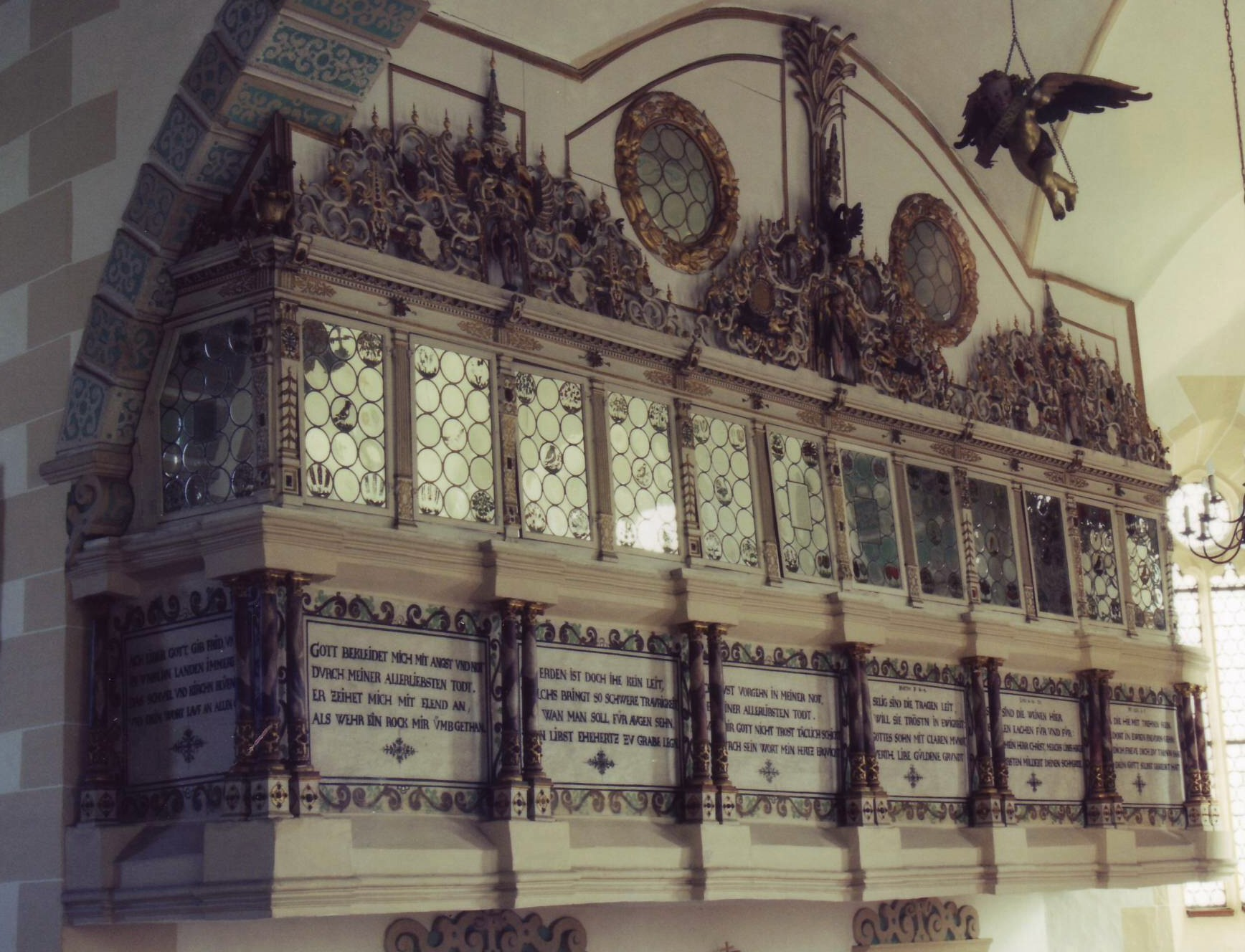
Patronatsloge, Kirche zu Prießnitz, Sachsen

Mit dem Ausdruck Prieche (ursprünglich gleichbedeutend mit Empore) wird in Norddeutschland der vom allgemeinen Kirchengestühl abgesonderte Sitzplatz der höheren Stände einer Kirchengemeinde bezeichnet. Heute werden die einst als Amtsstuhl und Betstube unterschiedenen Sitzplätze gemeinsam Prieche genannt. Priechen sind in der protestantischen Kirchenbautradition verbreitet.
Gemäß der Ständeordnung waren für deren Repräsentanten entsprechende Kirchenplätze vorgesehen. In den städtischen Kirchen kamen Vertretern der Administration, des Militärs, des akademischen Lebens, Handwerksinnungen, bis zum gemeinen Volk jeweils eigene Plätze zu. Ebenso auf dem Lande, wo zwischen Kirchvätern, Erwachsenen und der Jugend getrennt wurde. Grundsätzlich unterschied man zwischen Frauen- und Männerplätzen. Die Finanzierung und Unterhaltung der Prieche oblag ihrem Inhaber.

## Der Amtsstuhl
Der Amtsstuhl war eine Empore oder ein durch besondere Abtrennungen wie Schranken, Türen, Fenster und Baldachine hervorgehobener Sitzplatz für Inhaber eines behördlichen oder kirchlichen Amtes oder eines beruflichen Standes.

## Die Betstube
Von den gemeinen Kirchensitzen unterscheidet Zedler die für den Patron vorgesehenen sogenannten Betstuben, Kirchenstuben oder Kapellen. Sie waren wie Stuben oder Kammern gebaut, verschließbar, und hatten einen Eingang außerhalb der Kirche. Wo es gefahrlos möglich war, waren sie mit einem Ofen ausgestattet. Dieser Windofen konnte die ganze Gottesdienstzeit über Feuer halten.
In den Kirchenstuben durften sich „Manns= und Frauens=Personen“ zusammen aufhalten; sie waren nicht für Einzelpersonen, sondern für ganze Familien dimensioniert. Durch Gitter oder verschließbare Glasfenster war die gottesdienstliche Kommunikation regulierbar.
Kirchenstuben waren anders als die gemeinen Kirchenstühle vererbbar.